# Jean Raffin
Pour les articles homonymes, voir Raffin.
Jean Raffin, né le 16 mai 1742 à Manosque et mort en novembre 1826 dans la même ville, est un homme politique français, député à la Législative en septembre 1791.

## Biographie
Militaire, il a le grade de cornette au régiment royal-cavalerie en 1758. Il fait les dernières campagnes de la guerre de Sept Ans de 1761 à 1763, puis revient se fixer au pays natal.
En 1789, il représente la ville à Paris pour lui obtenir le siège d’un chef-lieu de district du nouveau département des Basses-Alpes. Il réussit seulement à obtenir l’établissement d’un tribunal. Il est ensuite élu major de la garde nationale du département en 1790. Il devient juge de paix en janvier 1791, puis est élu à la Législative. Il vote avec les constitutionnels, et reste à Paris jusqu’à l’an IV.
En brumaire an VI, les violences des royalistes à Manosque le poussent à constituer une municipalité provisoire, confirmée par Dherbez-Latour le 11 nivôse an VI.
Il est ensuite nommé maire sous le Consulat de l’an VIII à l’an XII, et reste conseiller municipal jusqu’à sa mort.